# Жуевка
Жуевка — деревня в Болховском районе Орловской области России. Входит в состав Медведковского сельского поселения.

## География
Деревня находится в северной части Орловской области, в лесостепной зоне, в пределах центральной части Среднерусской возвышенности, на левом берегу реки Жуевка (приток Орса), на расстоянии примерно 17 километров (по прямой) к западу от города Болхова, административного центра района. Абсолютная высота — 196 метров над уровнем моря.
Часовой пояс
Деревня Жуевка, как и вся Орловская область, находится в часовой зоне МСК (московское время). Смещение применяемого времени относительно UTC составляет +3:00.

## Население
| 2010 |
| ---- |
| 1    |

Половой состав
По данным Всероссийской переписи населения 2010 года в гендерной структуре населения женщины составляли 100 %.
Национальный состав
Согласно результатам переписи 2002 года, в национальной структуре населения русские составляли 100 % из 12 чел.

## Улицы
Уличная сеть деревни состоит из одной улицы (ул. Раздольная).